# Shuanghui
Shuanghui (chinesisch 双汇镇, Pinyin Shuānghuì Zhèn) ist eine Großgemeinde im Kreis Wangcang der bezirksfreien Stadt Guangyuan in der Provinz Sichuan der Volksrepublik China. Der Gemeindecode ist 510821112, die Bevölkerung beläuft sich auf etwa 7.957 Personen bei einer Gemeindefläche von 89,73 km² (Stand: Zensus 2010).
Die Großgemeinde gliedert sich in eine Einwohnergemeinschaft (Lianghuisi) und zehn Dörfer (Banzhu, Daping, Dongshan, Jinlong, Lianhua, Longquan, Maozhai, Qiao’an, Wenshui und Yongqing).